# Ultimo - Il capitano che arrestò Totò Riina
Ultimo - Il capitano che arrestò Totò Riina è un libro scritto da Maurizio Torrealta, edito dalla Feltrinelli nel maggio 1995. La prefazione è di Ilda Boccassini.

## Trama
(Maurizio Torrealta, Ultimo - Il Capitano che arrestò Totò Riina, Introduzione)
Il libro parla delle gesta del Capitano dei Carabinieri Ultimo (al secolo Sergio De Caprio), colui che arrestò il boss della mafia siciliana (Cosa Nostra) Salvatore Riina nel gennaio del 1993.
Ultimo crea un gruppo di Carabinieri chiamato Crimor (Unità Militare Combattente), in cui ogni membro ha un nome in codice: Aspide, Pirata, Arciere, Ombra, Parsifal, Vichingo, Oscar, Hitto, Solo, Veleno. Questi Carabinieri vivono in clandestinità e all'ombra della società, come l'organizzazione che combattono; alla pistola di ordinanza preferiscono microspie e telecamere; vivono lontano da casa, senza orari e sottoposti a rischio continuo.
Nel libro si narra che il capitano Ultimo, allora facente parte del ROS, e i suoi uomini abbiano presidiato per mesi Piazza della Noce a Palermo. L'intuizione di seguire i movimenti dei Ganci li porta sulle tracce del boss Totò Riina.
Nel libro si racconta che Riina aveva una casa in via Bernini, nella stessa zona Uditore e non lontano da piazza della Noce. Era il 15 gennaio 1993 quando alle 5 e 30 del mattino Ultimo riunì il gruppo. Con loro c'era il pentito mafioso Baldassare Di Maggio, che si era piazzato nel furgone con Ombra. Alle 7 Di Maggio riconosce Salvatore Biondino e Totò Riina dentro una Citroën ZX mentre stavano uscendo dalla casa in via Bernini. Ombra comunica subito a Ultimo targa, colore e direzione dell'auto; Arciere inizia a seguirlo. Dopo un chilometro e mezzo la disposizione è completa, con una copertura a 360 gradi. Al primo semaforo intervengono: la macchina con Totò Riina si ferma, Ultimo e gli altri aprono velocemente le portiere e lo gettano a terra. Ultimo gli avvolge il collo con la sua sciarpa, lo caricano in macchina e lo portano in caserma. Ultimo rivendica fermamente il merito dell'arresto per sé e i suoi uomini.

## Edizioni
- Maurizio Torrealta, Ultimo - Il Capitano che arrestò Totò Riina, Feltrinelli, 2001,  pp. 126, cap. 7, ISBN 88-07-81548-6.